# 瓦爾哈拉撞擊坑

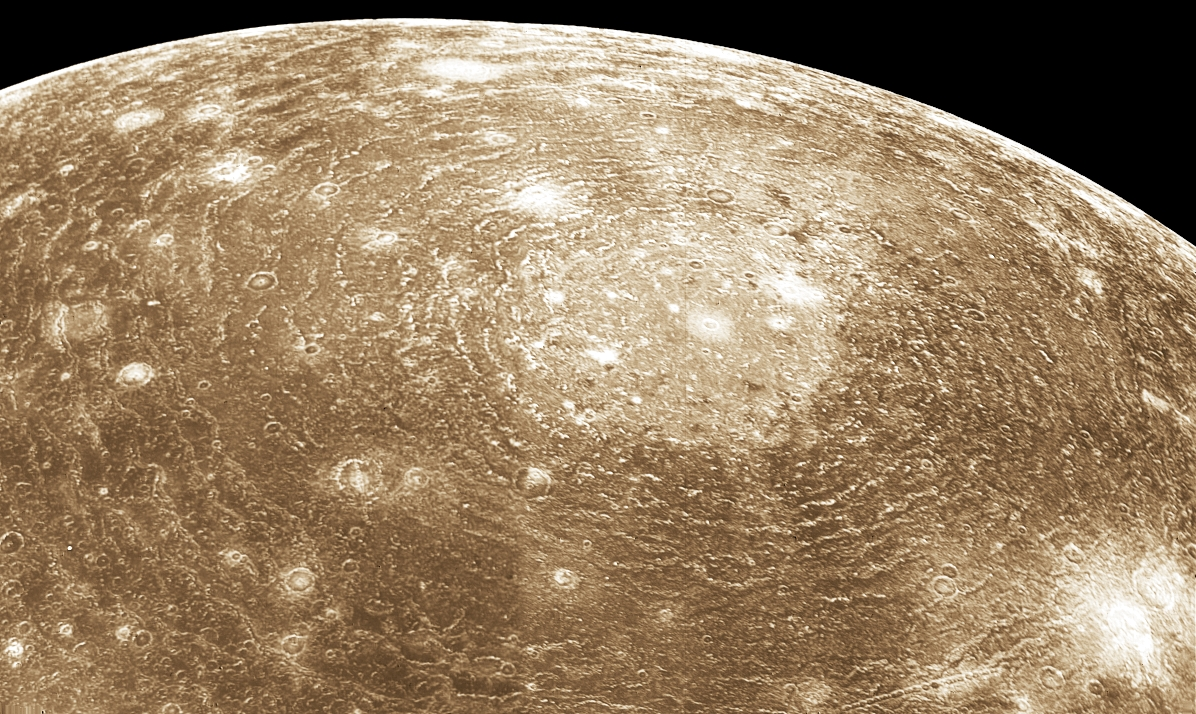
木衛四上瓦爾哈拉撞擊坑的多環結構。

瓦爾哈拉撞擊坑（Valhalla）是木星衛星木衛四上的一個巨大多環結構撞擊坑，也是太陽系中最巨大的多環結構撞擊坑。名字由來於北歐神話中阿薩神族的主神奧丁的英靈殿。該撞擊坑中央有一個直徑約360公里的明亮區域。較內部的山脊和槽狀區域以及明顯的同心圓結構自撞擊坑中心延伸約1900公里遠。數個大撞擊坑和鏈坑在瓦爾哈拉撞擊坑內部。這個多環系統是在撞擊事件中形成的，且可能原因是撞擊的物體將木衛四的岩石圈撞穿，使底下的半液體或液體物質流到木衛四表面而形成。

## 概要
瓦爾哈拉撞擊坑是木衛四，同時也是太陽系中最大的多環撞擊坑（直徑可達3800公里）。該撞擊坑於1979-80年間由航海家計畫的探測器發現。其位置位於木衛四面對木星的前半球，並且位置在木衛四赤道北方低緯度（18°N，57°W）。以太空地质学的觀點來看，瓦爾哈拉撞擊坑可被分為三個區域：中心區、內部槽與脊區、外部槽區。

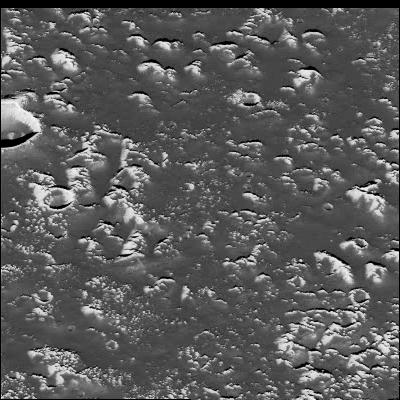
瓦爾哈拉撞擊坑的中間區域。可見到明亮的山丘周圍是陰暗的平原。

內部區域（直徑360公里以內）是變餘結構的範例：一個源自撞擊事件的高反照率環形地質特徵。在中央區域的表面相對平坦且有斑駁外觀。許多在這區域內的撞擊坑都有陰暗的暈狀物。在一些伽利略號的高解析度影像中，瓦爾哈拉撞擊坑的中心部分看起來是有許多小丘陵的地形，而這些較明亮的丘陵周圍圍繞著陰暗的平原區域，且這些區域小型撞擊坑並不多。 
內部槽與脊區環繞著中心的變餘結構區。最靠近中心區的山脊有面向外的陡峭峭壁。當以高解析度影像研究時，會發現這些斷崖其實是一系列不連續的明亮小丘陵，周圍環繞著平坦而陰暗的物質。這些區域明顯是被侵蝕的結構。槽的部份位置則比彎曲的山脊要遠離撞擊坑中心，而且看起來是寬度約20公里的地塹。內部的槽區範圍可延伸至從瓦爾哈拉中心約950公里處。
外部槽區的半徑約1500至1900公里。其外部邊緣尚未明確定義。它是由很寬的兩道彎曲的線狀峭壁形成的槽狀結構，就類似內部槽區的地塹。雖然地塹寬度較內部的槽寬（最大寬度可達30公里），但卻受到強烈的侵蝕，並且和內部槽區一樣是由一系列的丘陵形成。目前在航海家號和伽利略號的高解析度影像中尚未發現地塹是因為火山活動或其他內生起源運動而形成的跡象。所有瓦爾哈拉撞擊坑內的結構被認為是因為撞擊或板塊運動而形成。

## 撞擊坑本體
有數個明顯的大撞擊坑和鏈坑在瓦爾哈拉撞擊坑的結構內。在瓦爾哈拉撞擊坑北緣可以看到Gomul鏈坑、艾格瑟（Egdir）撞擊坑和密米爾（Mimir）撞擊坑。該鏈坑是由一系列線狀排列的撞擊坑組成，可能是由類似舒梅克－李維九號彗星這種分裂彗星撞擊造成。在瓦爾哈拉撞擊坑南緣則可以發現到Sarakka和Nar撞擊坑。而東方內部槽區和外部槽區的交界處則可看到詩寇蒂撞擊坑和Svol鏈坑。瓦爾哈拉撞擊坑的西方則可見到另一個巨大的多環撞擊坑阿斯嘉特撞擊坑。瓦爾哈拉撞擊坑的中間區域撞擊坑數量比外部年代較久遠區域來的少。這代表瓦爾哈拉撞擊坑形成年代明顯比木衛四晚。

## 由來

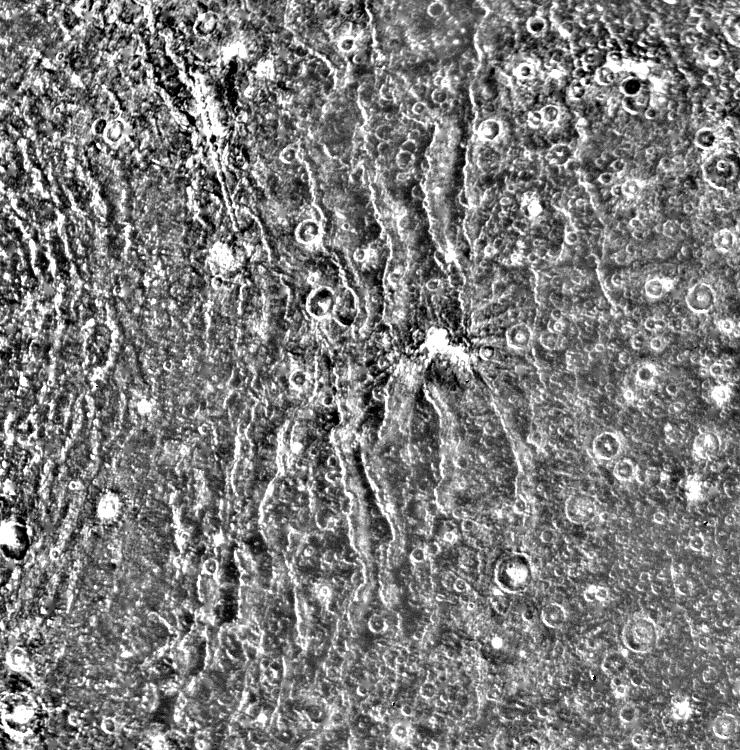
瓦爾哈拉撞擊坑周圍的槽狀結構（斷層）。

多環結構的瓦爾哈拉撞擊坑可能就像其他木衛四上的多環盆地一樣是因為大規模的撞擊事件而形成，而這樣的撞擊規模會穿透木衛四表面的岩石圈，到達岩石圈下較軟物質形成的區域。而這些較軟物質可能是溫度較高的水冰，甚至可能是經由磁強計資料中所顯示可能存在的海洋。這個環狀結構的形成是因為天體撞擊造成木衛四表面岩石圈以同心圓形狀破裂，之後岩石圈下的軟物質流向撞擊坑中心填補了撞擊後產生的空間。目前仍無法確認瓦爾哈拉撞擊坑的年代，但可知道這是木衛四上多個已知的多環結構中年代最近的。估計其年代約20至40億年之間。
伽利略號探測器所拍攝瓦爾哈拉撞擊坑的對蹠點影像中並未發現相當複雜的地形。正常來說，在撞擊後產生的震波會在撞擊點的對蹠點輻合，產生相當混亂的地形。在對蹠點無法發現這樣的地形暗示了木衛四表面以下可能在瓦爾哈拉撞擊坑形成時已形成海洋，吸收了大多數的撞擊能量。